# 유엔 총회 결의 제498호
유엔 총회 결의 제498호(United Nations General Assembly Resolution 498)는 1951년 2월 1일 중국 공산군의 6.25 전쟁 개입에 대한 대응으로 승인되었다.
유엔이 한 국가를 침략국으로 취급한 것은 이번이 처음이다.

## 배경

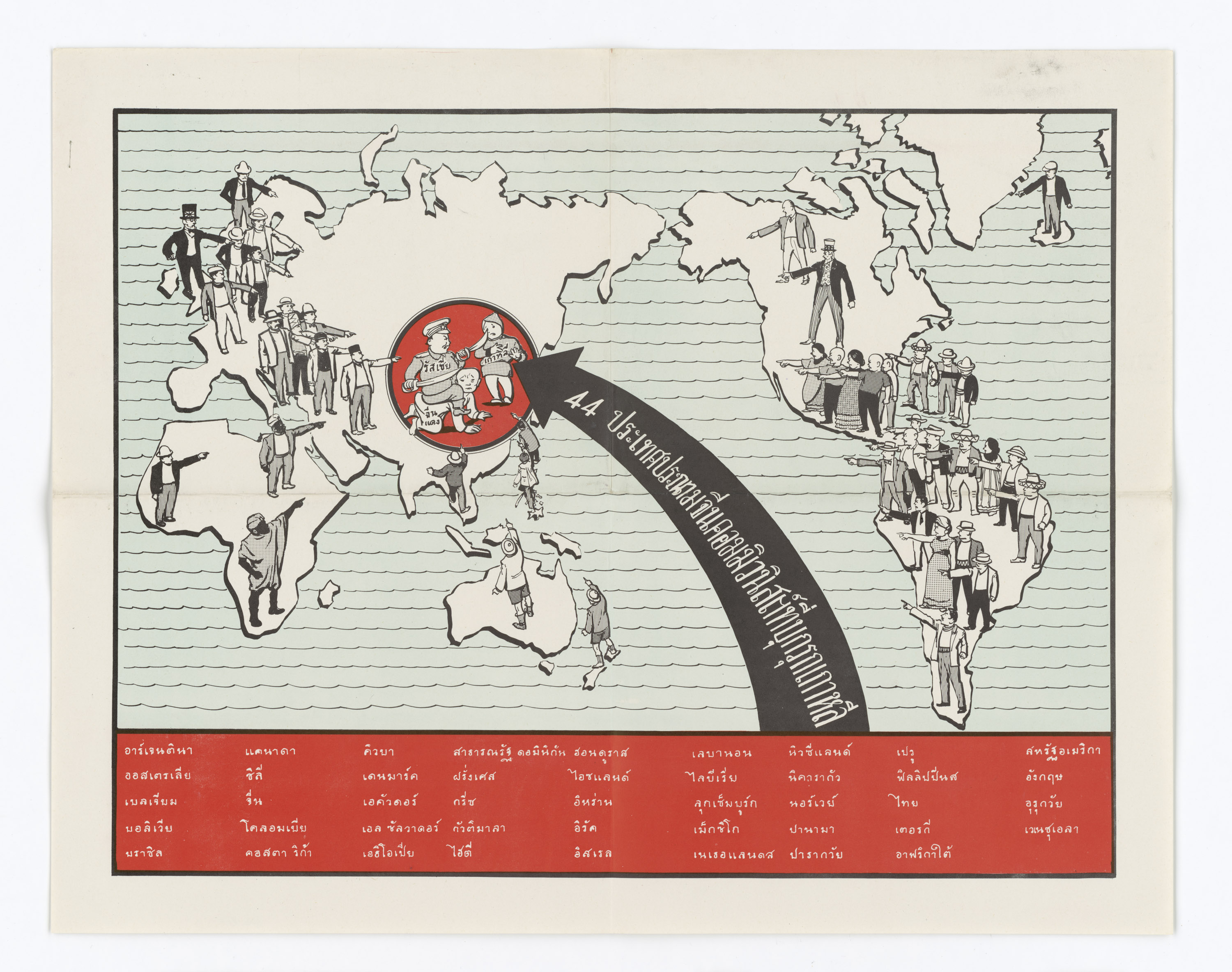
결의안을 암시하는 1951년 포스터(미국 정부 제작). 텍스트는 태국어로 되어 있다. 화살표의 텍스트는 "44개국이 붉은 중국을 규탄한다"로 번역된다. 결의안을 승인한 국가의 이름이 나타났다.

1950년 말, 수십만 명의 중국 공산군이 미국과 한국이 주도하는 연합군에 맞서 싸우는 조선민주주의인민공화국 군대를 돕기 위해 북한으로 건너갔다.
이번 총회 표결은 유엔 주재 미국 대표단이 안보리가 중국 공산당에 맞서 조치를 취하도록 하려는 시도가 실패한 이후에 이뤄졌다. 안보리의 소련 대표는 국가의 거부권을 행사하여 미국의 노력을 지속적으로 차단했다. 미국 대표단은 총회를 향해 유엔이 공산주의 중국을 한국의 침략자로 규탄할 것을 촉구했다.

## 같이 보기
- 유엔 총회 결의
- 유엔 안전 보장 이사회 결의